# Halloy (Oise)
Halloy es una comuna y población de Francia, en la región de Picardía, departamento de Oise, en el distrito de Beauvais y cantón de Grandvilliers.
Su población en el censo de 1999 era de 471 habitantes. Forma parte de la aglomeración urbana de Grandvilliers.
Está integrada en la Communauté de communes de la Picardie Verte .

## Demografía
| 318 | 340 | 351 | 353 | 395 | 471 |
| Para los censos de 1962 a 1999 la población legal corresponde a la población sin duplicidades (Fuente: INSEE [Consultar]) |     |     |     |     |     |

- Datos: Q1174254
- Multimedia: Halloy (Oise) / Q1174254

1. ↑  Worldpostalcodes.org, código postal n.º 60210.
2. ↑  INSEE, Datos de población para el año 2012 de Halloy (en francés).